# TNA Lockdown (2015)
 (janvier 2015).
L'édition 2015 de Lockdown est une manifestation de catch (lutte professionnelle) enregistrée le 9 janvier 2015 au Manhattan Center de New York aux États-Unis. Il s'agit de la neuvième édition de Lockdown. Le programme a été diffusé en deux parties : la première en direct le jour de l'enregistrement sur Destination America, et la deuxième en différé le 6 février 2015 sur cette même chaîne. C'est la première fois que cet événement est retransmis gratuitement à la télévision, puisqu'il n'était auparavant disponible qu'en paiement à la séance.

## Tableau des matchs
| #                                                                | Match | Stipulation                                                          |
| ---------------------------------------------------------------- | --- | -------------------------------------------------------------------- |
| Partie 1                                                         | |                                                                      |
| 1                                                                | Taryn Terrell (c) bat Gail Kim et Madison Rayne                                                                               | Steel Cage match match pour le TNA Women's Knockout Championship     |
| 2                                                                | Jeff Hardy bat Abyss | Monster's Ball Steel Cage match                                      |
| 3                                                                | Mark Andrews et Rockstar Spud battent The BroMans (Robbie E & Jessie Godderz)                                                 | Steel Cage Tag Team match                                            |
| 4                                                                | Bobby Lashley (c) bat MVP, Bobby Roode et Austin Aries                                                                        | Four Way Steel Cage match pour le TNA World Heavyweight Championship |
| Partie 2                                                         | |                                                                      |
| 5                                                                | Tyrus bat Mark Andrews et Rockstar Spud                                                                                       | 2 vs. 1 Handicap Steel Cage match                                    |
| 6                                                                | Awesome Kong bat Havok | Steel Cage match                                                     |
| 7                                                                | The Revolution (James Storm & Abyss) (c) battent The Hardys (Matt Hardy & Jeff Hardy)                                         | Steel Cage Tag Team match pour le TNA World Tag Team Championship    |
| 8                                                                | Bobby Roode bat Eric Young | Steel Cage match                                                     |
| 9                                                                | Team Angle (Kurt Angle, Gunner, Austin Aries, et Bobby Lashley) battent Beat Down Clan (MVP, Samoa Joe, Low Ki et Kenny King) | Lethal Lockdown Steel Cage match                                     |
| (c) désigne le(s) champion(s) défendant son titre dans le match. | |                                                                      |